# Jupiter Laughs
Jupiter Laughs – trzyaktowy dramat autorstwa Archibalda Josepha Cronina z 1940, opowiadający o lekarzu zakochującym się w swojej koleżance – lekarce, która planuje zostać misjonarką medyczną. Premiera spektaklu miała miejsce 4 marca 1940 w King’s Theatre w Glasgow w Szkocji. Wystąpili w nim Henry Longhurst, Catherine Lacey oraz James Mason. We wrześniu tego samego roku sztuka zadebiutowała na Broadwayu, w Biltmore Theatre, a w rolach głównych występowali Alexander Knox i Jessica Tandy.
Sztuka Jupiter Laughs doczekała się kilku adaptacji filmowych, m.in. amerykańskiego dramatu Shining Victory (1941, reż. Irving Rapper) z Jamesem Stephensonem i Geraldine Fitzgerald w rolach głównych i niemieckiego obrazu Ich suche Dich (1956, reż. Otto Wilhelm Fischer), w którym główne role stworzyli Otto Wilhelm Fischer i Anouk Aimée.

## Recenzje
Brooks Atkinson, w recenzji dla „The New York Timesa” z 10 września 1940, krytycznie oceniał samą sztukę i jej realizację, pisząc: „Dr. Cronin… to wszystko w teatrze… historia jest ckliwa, a postacie wycięte z kolorowego kartonu. Jeśli dramat ma jakiekolwiek znaczenie wewnętrzne, nie przenika ono mechanicznego przedstawienia wyreżyserowanego przez Reginalda Denhama”.